# Ludwig August von Buch
Ludwig August von Buch (* 6. Februar 1801 in Zapkendorf, Ortsteil von Plaaz; † 4. Mai 1845 in Rom) war ein deutscher Diplomat. Buch war von 1838 bis 1845 Bevollmächtigter Minister und Außerordentlicher Gesandter des Königreiches Preußen im Vatikanstaat.

## Leben

### Familie
Ludwig August von Buch entstammte dem alten, ursprünglich uckermärkischen Adelsgeschlecht von Buch. Sein Vater Adolf Friedrich von Buch (* 30. Januar 1766 in Zapkendorf; † 14. Januar 1820 ebenda) war Herr auf Plaaz, Zapkendorf und Wendorf (Ortsteile von Plaaz) sowie Knegendorf bei Laage im Herzogtum Mecklenburg. Er heiratete am 4. März 1791 in Neustrelitz Friederike Christiana von Gamm (* 7. Juli 1774 in Carow; † 27. Oktober 1858 in Zapkendorf). Ludwig August war eines von 14 Kindern des Paares, er hatte noch sechs Brüder und sieben Schwestern, von denen aber nur wenige das Erwachsenenalter erreichten. Der bedeutende Geologe und Paläontologe Leopold von Buch war ein Vetter seines Vaters.

### Beruflicher Werdegang

#### Ausbildung und erste Berufserfahrungen
Buch besuchte das Pädagogikum in den Franckeschen Stiftungen in Halle (Saale) und das Gymnasium zum Grauen Kloster in Berlin. Er begann ein Studium der Rechtswissenschaften an der Universität Göttingen, das er an der Universität Berlin beendete. Im Anschluss arbeitete er am Stadt- und Kammergericht in Berlin sowie als Referendar in Aachen. Dort lernte er den schon früh verstorbenen Diplomaten und Dichter Wilhelm von Normann (1802–1832) kennen, beide verband eine lebenslange Freundschaft.
Nach einem Wechsel in den diplomatischen Dienst wurde Buch 1831 Legationssekretär in Dresden, an der preußischen Botschaft im Königreich Sachsen bei Botschafter Johann Ludwig von Jordan. 1833 ging er als solcher in das Russische Kaiserreich, an die preußische Botschaft nach Sankt Petersburg. Das strenge Klima in Russland setzte seiner Gesundheit stark zu, nach drei Jahren bat er um seine Versetzung, nachdem er wiederholt auch als Geschäftsträger der Botschaft tätig war. Für seine Verdienste erhielt er die Rangerhöhung zum Legationsrat und eine Ernennung zum königlich preußischen Kammerherrn.

#### Gesandter beim Vatikan
Im Juni 1837 wurde Buch nach Rom versetzt, an die preußische Vertretung beim Heiligen Stuhl. Schon wenige Wochen später übernahm er die interimistische Leitung der Vertretung, da sein Vorgänger, der Gesandte Christian Karl Josias von Bunsen, abberufen wurde. Seine Arbeit in Rom gestaltete sich zunächst sehr schwierig, das Verhältnis des Vatikans zur preußischen Regierung und zu König Friedrich Wilhelm III. war zerrüttet. In der preußischen Rheinprovinz erreichten im November 1837 die Kölner Wirren mit der Verhaftung des Kölner Erzbischofs Clemens August Droste zu Vischering ihren Höhepunkt. Im Osten des Königreiches Preußen kam es im Januar 1838 ebenfalls zu konfessionellen Widerständen gegen die Regierung, der Erzbischof von Gnesen und Posen Martin von Dunin übernahm in einem Rundschreiben die Positionen des Kölner Erzbischofs. Auch gegen ihn wurde nun juristisch vorgegangen. Papst Gregor XVI. reagierte im September 1838 mit einer Allokution, worin er die Arbeit seiner Erzbischöfe ausdrücklich verteidigte und ihren Mut begrüßte.
In Rom kam es während dieser Zeit zum Ausbruch einer Choleraepidemie, die Roms erregte Bevölkerung als Strafe für das Verhalten der preußischen Regierung hielt. Anfang September 1839 fanden vor der preußischen Vertretung, dem Palazzo Caffarelli auf dem Kapitol, deutschfeindliche Kundgebungen statt, mit der Drohung das Gebäude in Brand zu setzen. Die Lage beruhigte sich erst, nachdem der preußische König Friedrich Wilhelm III. im Juni 1840 verstarb und sein Sohn und Nachfolger Friedrich Wilhelm IV. den Thron bestieg. Er war um einen Ausgleich mit dem Heiligen Stuhl bemüht. Bereits im Juni 1838 überreichte der Kardinal und Staatssekretär von Papst Gregor XVI. Luigi Lambruschini eine Note an Buch, worin die Positionen des Vatikans dargestellt wurden. Der Heilige Stuhl sah die Unterhaltung der protestantischen Schule, eines protestantischen Hospitals und des Archäologischen Instituts in Rom durch die preußische Vertretung als eine Ungehörigkeit an. Alle Einrichtungen wurden von Buchs Vorgänger Bunsen ohne Abstimmung mit dem Heiligen Stuhl gegründet. Des Weiteren wurde Einspruch erhoben gegen den öffentlichen Charakter der protestantischen Kapelle und den Kult, den man dort abhielt. Die preußische Gesandtschaftskapelle war Mittelpunkt für alle Protestanten in der Ewigen Stadt, ohne Unterschied der Nationalität. Es war der einzige Ort in Rom, wo Amerikaner, Balten, Engländer, Schweizer und Skandinavier zusammenkommen konnten, um ihren religiösen Pflichten nachzukommen. Die Funktion des Gesandtschaftspredigers war stets prominent besetzt, während Buchs Gesandtschaftstätigkeit verrichteten Heinrich Abeken und ab 1841 Heinrich Thiele dieses Amt in der Kapelle des Palazzo Caffarelli.
1840 kehrte Buch für einige Zeit in seine Heimat zurück, ging aber 1841 erneut nach Rom, nun mit der Rangerhöhung als Ministerresident und Bevollmächtigter Minister. Trotz aller Bemühungen konnte Buch aber nicht verhindern, dass das Krankenhaus geschlossen wurde. Die Schule hatte selbst für die preußische Vertretung keinen offiziellen Status, eine Schließung war somit obsolet. Nachdem der Präsident des Archäologischen Instituts Pierre-Louis de Blacas d’Aulps im November 1839 verstorben war, konnte man 1841 den österreichischen Staatskanzler und Katholiken Klemens Wenzel Lothar von Metternich als Nachfolger gewinnen. Gleichwohl, selbst nach Einflussnahme der österreichischen Botschaft in Rom, erkannte der Vatikan die Arbeit des Instituts offiziell nicht an. Das änderte sich erst, nachdem die Verhandlungen der preußischen Regierung mit dem Heiligen Stuhl 1841 ihren Abschluss fanden. Die Vereinbarung vom 23. September 1841 beendete den Konflikt.
1845 wurde die preußische Vertretung offiziell in den Status einer Gesandtschaft erhoben. Der Palazzo Caffarelli, den Buchs Vorgänger Bunsen nur gemietet hatte, gelangte am 27. Februar 1854 in den Besitz des Preußischen Staates. Der preußische Geschäftsträger beim Vatikan Harry von Arnim konnte den Kaufvertrag erfolgreich zum Abschluss bringen, nachdem der preußische König bereits zuvor mehrmals dem Besitzer Herzog Caffarelli und dessen Gemahlin mit Darlehen unterstützt hatte und das Gebäude an ihn verpfändet war.

#### Tod und Bestattung
Ludwig August von Buch starb nach kurzer Krankheit am 4. Mai 1845, im Alter von 44 Jahren, in Rom. Er wurde auf dem Campo Cestio, ein protestantischer Friedhof in Rom, bei der Cestius-Pyramide bestattet. Sein Grab ist erhalten. Buch verfasste ein dreiseitiges Testament, das im Brandenburgischen Landeshauptarchiv unter der Signatur 4A Testamente 1213 aufbewahrt wird. Er hatte es am 24. Januar 1844 in Rom aufgesetzt. Sein Nachfolger als preußischer Gesandter beim Heiligen Stuhl wurde der schon seit 1835 in Rom als Legationssekretär arbeitende Guido von Usedom.
Im Oktober 2023 veröffentlichte die Internationale Zeitschrift für Humboldt-Studien (HiN, Humboldt im Netz) eine Mitteilung, das ein bis dahin völlig unbekannter Briefwechsel von Ludwig August von Buch mit Alexander von Humboldt im Vatikanischen Apostolischen Archiv gefunden wurde. Beide begegneten sich 1833 erstmals, der auf Französisch geführte Briefwechsel fällt in die Zeit von Buchs Arbeit bei der preußischen Botschaft in Sankt Petersburg und in Rom. Die Briefe, von denen nur die von Humboldt erhalten sind, wurden 2023 zum ersten Mal veröffentlicht.

### Ehe und Nachkommen
Ludwig August von Buch heiratete Marie Mathilde Leokadie Anna von Nimptsch (* 13. April 1820 in Jäschkowitz, Landkreis Breslau; † 25. Januar 1897 in Venedig), eine Tochter des Offiziers und Generallandschaftsrepräsentanten Karl Friedrich von Nimptsch, Herr auf Jäschkowitz und Sibotschütz. Die Ehe wurde, nach dem Testament von Ludwig August von Buch, geschieden. Das einzige Kind von beiden, die Tochter Marie von Schleinitz, wurde eine der bedeutendsten Berliner Salonnièren in der zweiten Hälfte des 19. Jahrhunderts. Sie heiratete am 1. Januar 1865 den preußischen Minister des königlichen Hauses Alexander von Schleinitz und in zweiter Ehe am 16. Juni 1886 den österreichischen Diplomaten Anton von Wolkenstein-Trostburg. Beide Ehen blieben kinderlos.
Nach dem Tod von Ludwig August heiratete seine Frau Marie am 6. April 1847 in zweiter Ehe den preußischen Standesherren und Mitglied im Herrenhaus Fürst Hermann Anton von Hatzfeldt. Das Paar hatte einen Sohn und Nachfolger als Standesherr, Hermann von Hatzfeldt, und eine Tochter.